# 735 a.C.

## Eventos
- 736/735: Inurta-ilaya, governador de Nísibis, magistrado epônimo da Assíria.[1]
- 736/735: Campanha dos assírios aos pés do Monte Nal.[1]
- Início do reinado de Candaules (também chamado de Mirsilo, filho de Mirsos), último rei da Lídia da dinastia dos heráclidas. Ele reinou por dezessete anos.[2]
- 735/734: Assur-salimani, governador de Arrapa, magistrado epônimo da Assíria.[1]
- 735/734: Campanha dos assírios contra Urartu.[1]